# جيلوتوفيليا
الجيلوتوفيليا (بالإنجليزية: Gelotophilia)‏ تصف الفرح الذي ينتج عن ضحك الآخرين عليك. الجيلوتوفيل هو الشخص الذي يبحث بنشاط عن فرص قد يضحك عليه فيها الآخرون، وتجعله هذه الوضعيات يشعر بالفرح، كما أنه لا يخجل عندما يشارك أشياء مخجلة حدثت له في سبيل إضحاك التاس عليه. يتحدث الجيلوتوفيل بصراحة عن المصائب التي حدثت له، بالإضافة إلى الوضعيات التي تصرف فيها بغباء أو تسبب بحدوث شيء مضحك عن عير قصد. لا يمانع عادة إذا تم تصويره أثناء حدوث شيء مضحك (قد يكون محرجا) له وتم إرسال المقطع لبرنامج تلفزي أو رفعه على أحد المواقع مثل يوتوب.
بدأت الدراسة التجريبية للجيلوتوفيليا سنة 2009 حين نشرت أول مقالة أكاديمية حول الموضوع. يمكن قياسها بالإضافة إلى الجيلوتوفوبيا (الخوف من ضحك الآخرين عليك) والكاتاجيلاتيسيزم (الاستمتاع بالضحك على الاخرين) عبر استبانة تتضمن 45 سؤالا (تسمى PhoPhiKat-45، وتوجد نسخة أقصر تتكون من 30 سؤالا تسمى PhoPhiKat-30)، وتعتبر طريقة موثوقة استعملت في عدة دراسات.